# Dorfkirche Großröda

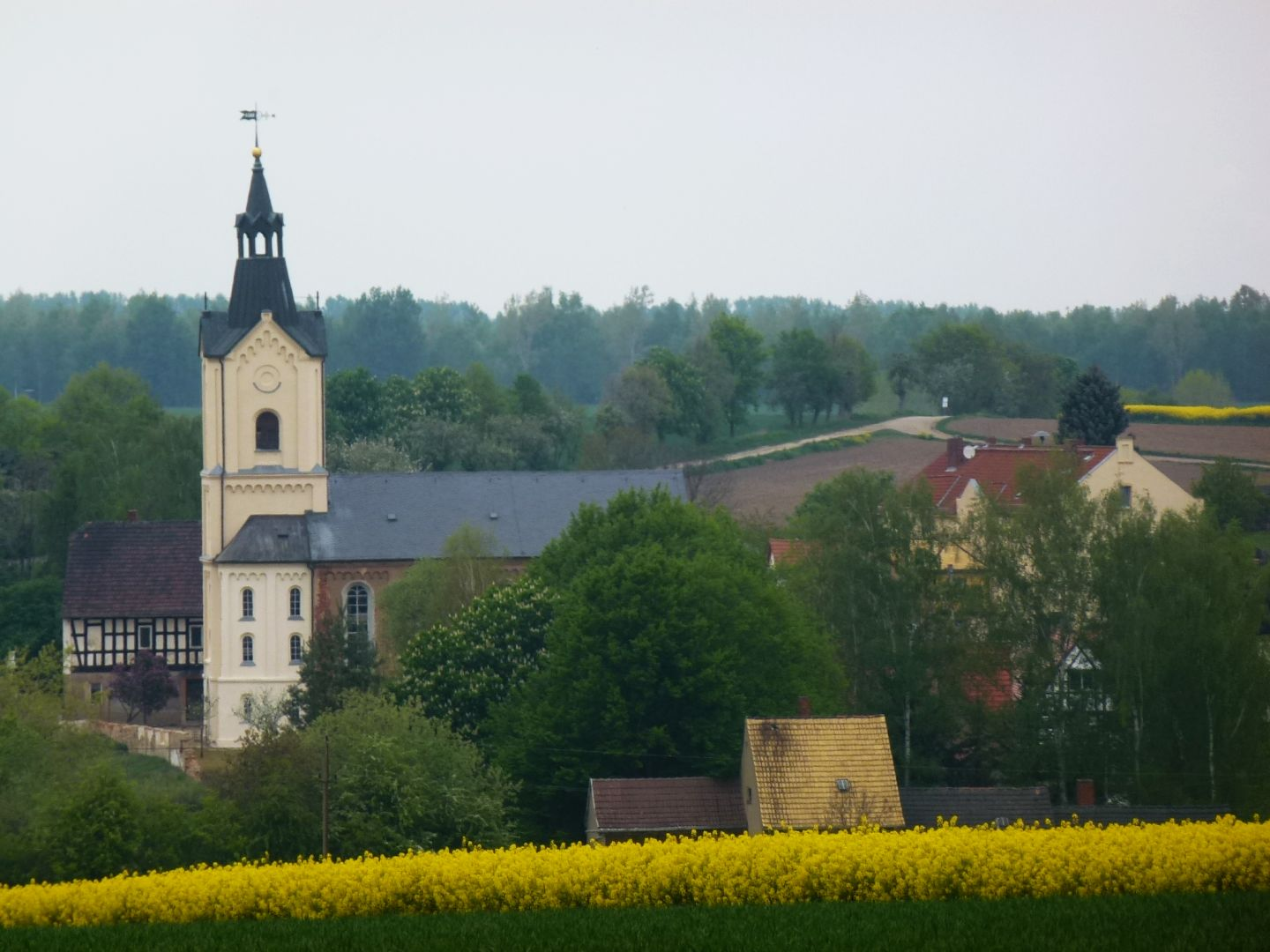
Die Kirche

Die evangelisch-lutherische Dorfkirche Großröda steht im Ortsteil Großröda der Gemeinde Starkenberg im Landkreis Altenburger Land in Thüringen.

## Geschichte
1526 wurde die Dorfkirche erstmals urkundlich erwähnt. Sie hat aber bereits früher gestanden. 1529 erhob man das Gotteshaus zur Pfarrkirche. 1584 beschädigte ein Blitz den Kirchturm und das Gebäude. Das Gotteshaus stand bis 1863. Weil es zu klein war, wurde es abgebrochen.
Die Kirche wurde neu gebaut. So stellt sich nun  heute die neuromanische Saalkirche vor. Sie besitzt eine eingezogene halbrunde Apsis und einen Westturm. Der Turm ist quadratisch in drei Geschossen und besitzt einen achteckigen Helm. Innen ist unter der Flachdecke die Empore angebracht. Die Ausstattung ist aus der Erbauungszeit.

## Nach der Wende
2010 und 2011 begann man mit der denkmalgerechten Sanierung des Gotteshauses. Die Fenster wurden erneuert und anderes mehr.